# Стівенс (округ, Техас)
Шаблон:StateAbbr_ 32°44′ пн. ш. 98°50′ зх. д. / 32.74° пн. ш. 98.84° зх. д.
Округ Стівенс (англ. Stephens County) — округ (графство) у штаті Техас, США. Ідентифікатор округу 48429.

## Історія
Округ утворений 1858 року.

## Демографія
За даними перепису 2000 року загальне населення округу становило 9674 осіб, зокрема міського населення було 6164, а сільського — 3510. Серед мешканців округу чоловіків було 4915, а жінок — 4759. В окрузі було 3661 домогосподарство, 2592 родин, які мешкали в 4893 будинках. Середній розмір родини становив 2,96.
Віковий розподіл населення поданий у таблиці:
| Стать    | До 15 років | 15-21 | 22-29 | 30-39 | 40-49 | 50-65 | 65-85 | Понад 85 |
| -------- | ----------- | ----- | ----- | ----- | ----- | ----- | ----- | -------- |
| Чоловіки | 980         | 562   | 514   | 688   | 642   | 805   | 673   | 51       |
| Жінки    | 909         | 463   | 357   | 558   | 681   | 806   | 826   | 159      |

## Суміжні округи
- Янг — північ
- Пало-Пінто — схід
- Істленд — південь
- Шекелфорд — захід
- Трокмортон — північний захід

## Виноски
1. ↑  Texas State Historical Association, Barkley R. R., Tyler R. C. Handbook of Texas — Texas State Historical Association, 1952. — ISBN 978-0-87611-151-2
2. ↑  U.S. Decennial Census. United States Census Bureau. Процитовано 10 травня 2015.
3. ↑  Texas Almanac: Population History of Counties from 1850–2010 (PDF). Texas Almanac. Процитовано 10 травня 2015.
4. ↑  State & County QuickFacts. United States Census Bureau. Архів оригіналу за 18 жовтня 2011. Процитовано 24 грудня 2013. [Архівовано 2011-10-18 у Wayback Machine.](англ.) Наведено за англійською вікіпедією.
5. ↑  American FactFinder. Бюро перепису населення США. Архів оригіналу за 26 лютого 2012. Процитовано 31 січня 2008. [Архівовано 2008-05-21 у Wayback Machine.]

| США | Це незавершена стаття з географії США. Ви можете допомогти проєкту, виправивши або дописавши її. |